# 30826 Coulomb
30826 Coulomb è un asteroide della fascia principale. Scoperto nel 1990, presenta un'orbita caratterizzata da un semiasse maggiore pari a 3,0339175 UA e da un'eccentricità di 0,1950250, inclinata di 5,65087° rispetto all'eclittica.